# Romuald Gantkowski
Romuald W. Gantkowski (ur. 14 lipca 1903 w Poznaniu, zm. 17 marca 1989 w Hollywood w USA) – polski reżyser filmowy, scenarzysta i aktor.

## Życiorys
W 1923 jako uczeń Romana Żelazowskiego ukończył Państwową Szkołę Dramatyczną w przedwojennym Poznaniu, gdzie grał w Teatrze Polskim.
Uchodził wówczas za urodzonego żartownisia i prowokatora, a jeden z jego happeningów zakończył się kompromitacją władz miasta, którym wmówił, że odwiedzi je delegacja z egzotycznego kraju Beludżystanu, którą udawali przebrani studenci.
Asystent reżysera Maxa Reinhardta w Berlinie, działacz społeczny na terenie emigracji polskiej w USA, usiłujący stworzyć tam stały polski teatr. Gdy to się nie powiodło pracował w dziale dubbingu (polskiego i niemieckiego) firmy Paramount Pictures w Nowym Jorku i Paryżu, a w 1935 powrócił do kraju.
W 1937 roku debiutował melodramatem Płomienne serca (wyświetlanym także pt. Podchorąży) na podstawie własnego pomysłu i scenariusza. Film o losach podchorążych Wojska Polskiego II RP zdobył nagrodę ministrów: spraw wewnętrznych i spraw wojskowych na festiwalu filmowym w ramach Targów Wschodnich we Lwowie (1938).
Filmem Geniusz sceny utrwalił na taśmie filmowej najwybitniejsze kreacje teatralne Ludwika Solskiego, za co aktor otrzymał w 1939 roku nagrodę Festiwalu Filmowego w Wenecji. Latem 1939 rozpoczął zdjęcia do komedii Przybyli do wsi żołnierze, której nie zdołano ukończyć przed wybuchem wojny. W czasie wojny należał do ekipy filmowej przygotowującej we Francji film o Wojsku Polskim we Francji. Po upadku Francji z uratowanych fragmentów zmontowano w Anglii film Jeszcze Polska nie zginęła w polskiej i angielskiej wersji językowej. Filmy Gantkowskiego stanowiły udany melanż sztuki z propagandą filmową - zwłaszcza polskich sił zbrojnych.
Resztę życia spędził na emigracji w Nowym Jorku i Hollywood, gdzie pracował przy produkcji filmowej. W 1941 zrealizował dokument, film barwny The Land of My Mother z udziałem i narracją Ewy Curie, w którym wykorzystano głównie wcześniejsze zdjęcia z reportażu Malownicza Polska (Beautiful Poland), specjalnie przygotowywanego na wystawę w Nowym Jorku (1939), a przez wiele lat uważanego mylnie za zaginiony. Jest to jedyny materiał dokumentujący w kolorze piękno II Rzeczypospolitej (1938).

## Filmografia
1944 : Polski ruch podziemny – z Billem Donovanem, dokumentalny (USA)
1941 : The Land of My Mother - dokumentalny z Ewą Curie
1939 : Geniusz sceny - dokumentalny o Ludwiku Solskim. 
1939 : Przybyli do wsi żołnierze - nieukończony
1939 : Święty Andrzej Bobola - planowany
1938 : Dziewczyna szuka miłości - w USA jako Girl Looking For Love
1937 : Płomienne serca – w USA jako Hearts Aflame